# Scuola di Marburgo
La scuola di Marburgo fu fondata da Hermann Cohen (1842-1918) professore a Marburgo dal 1873 al 1912 e, in seguito, alla Scuola superiore ebraica di Berlino. 
L'adesione al neokantismo lo indusse a considerare, nella sua opera Sistemi di filosofia, come unica realtà per sé, il pensiero che non origina che da sé stesso: 
I sensi e l'intelletto non vengono più distinti e separati, com'era nell'epistemologia kantiana e il problema della "cosa in sé" viene risolto intendendolo come semplicemente il segno del limite che raggiunge il pensiero nella sua attività conoscitiva.
Alla scuola di Marburgo appartennero Paul Natorp e Ernst Cassirer che esercitarono una profonda influenza sul pensiero tedesco, specie nella seconda metà del XIX secolo e nei primi decenni del XX, e che interpretarono il kantismo  come "teoria dei principi della scienza e della cultura" evidenziando l'elemento logico-trascendentale kantiano  e contrastando ogni tentativo di interpretazione psicologistica che veniva dalla scuola teologica protestante di Gottinga fondata da Albrecht Ritschl nella seconda metà del XIX secolo.
Nella scuola di Marburgo ci si applicò anche ai temi dell’estetica e a quelli dell’etica dove Cohen e Natorp mettevano in evidenza l'aspetto sociale: in questo senso fu particolarmente notevole il lavoro di Karl Vorländer , che cercò di attribuire un significato socialista al kantismo interpretando il materialismo storico alla luce dell'etica kantiana. 